# Álli Meriá
Álli Meriá är en ort i Grekland.   Den ligger i prefekturen Nomós Magnisías och regionen Thessalien, i den centrala delen av landet, 170 km norr om huvudstaden Aten. Álli Meriá ligger 330 meter över havet och antalet invånare är 1 188.
Terrängen runt Álli Meriá är varierad. Havet är nära Álli Meriá söderut.Runt Álli Meriá är det ganska tätbefolkat, med 139 invånare per kvadratkilometer. Närmaste större samhälle är Volos, 3,5 km väster om Álli Meriá. 